# O'Neill Peak
O'Neill Peak är en bergstopp i Antarktis. Den ligger i Västantarktis. Chile och Storbritannien gör anspråk på området. Toppen på O'Neill Peak är 850 meter över havet.
Terrängen runt O'Neill Peak är huvudsakligen lite kuperad. O'Neill Peak är den högsta punkten i trakten. Trakten är obefolkad. Det finns inga samhällen i närheten.